# Donald Wuerl
Donald William Wuerl (Pittsburgh, Pennsylvania, 12. studenoga 1940.) američki je katolički prelat koji je služio kao nadbiskup Washingtona od 2006. do 2018. godine. Prethodno je služio kao pomoćni biskup nadbiskupije Seattle (1986. do 1987.) i biskup Pittsburgha (1988. do 2006.). Papa Benedikt XVI. proglasio ga je kardinalom 2010. godine.
Dana 20. studenog 2010., Benedikt XVI. uzdigao je Wuerla u Kardinalski zbor na javnom konzistoriju održanom u Bazilici Svetog Petra u Vatikanu. Proglašen je kardinalom-svećenikom crkve S. Pietro in Vincoli.